# Hugh Durant
Hugh Durant (Brixton, Londres, 23 de febrer de 1877 – Vermelles, Pas-de-Calais, França, 21 de gener de 1916) va ser un tirador i pentatleta modern anglès que va competir a començaments del segle xx.
El 1912 va prendre part en els Jocs Olímpics d'Estocolm, disputant tres proves del programa de tir. Guanyà la medalla de bronze en les proves per equips de pistola militar, 30 metres i pistola militar, 50 metres, mentre fou vintè en la de pistola, 50 metres. En aquests mateixos Jocs va disputar la competició del pentatló modern, en què finalitzà en divuitena posició.
Va morir al camp de batalla durant la Primera Guerra Mundial.